# The KKK Took My Baby Away
Pistes de Pleasant Dreams
All's Quiet on the Eastern Front Don't Go
The KKK Took My Baby Away est une chanson interprétée par le groupe punk rock américain Ramones écrite et composée par Joey Ramone. Elle apparaît pour la première fois sur l'album Pleasant Dreams sorti en juillet 1981.

## Histoire de la chanson
Dans les paroles, le chanteur Joey Ramone incarne un homme dont la petite amie a été enlevée par l'organisation suprémaciste blanche Ku Klux Klan (KKK) alors qu'elle se rendait à Los Angeles, il en appelle au Président et au FBI afin de savoir où elle se trouve et si elle est toujours en vie.
Selon la légende, cette chanson aurait été écrite par Joey Ramone après que le guitariste des Ramones, Johnny Ramone, lui eut « volé » sa petite amie, Linda, l'épousant par la suite. La référence au Ku Klux Klan symboliserait les idées politiques conservatrices de Johnny et sa façon de gérer le groupe, à la limite de l'autoritarisme,.
Mais selon le frère de Joey, Mickey Leigh, la véritable inspiration de la chanson se situe au début des années 1970, quand Joey fréquentait une afro américaine prénommée Wilna avec qui il rompit à cause de l'hostilité de ses parents à l'égard de la jeune femme,. 
Musicalement, le tempo de cette chanson tient plus des premières compositions des Ramones que de celles de l'ère de Pleasant Dreams. Les accords de guitare distinctifs sont directement influencés par la chanson He's a Whore de Cheap Trick. 
Si l'inspiration des paroles a pu laisser libre cours aux interprétations, la détérioration des relations entre Joey et Johnny n'a jamais fait de doute. Le chanteur n'a jamais pardonné à son acolyte d'avoir séduit celle qu'il considérait comme sa muse, et les deux hommes ne se sont jamais réconciliés. Johnny ne s'est pas déplacé lors des funérailles de Joey en 2001.

## Classement dans les médias
The KKK Took My Baby Away arrive en 7e position d'un sondage réalisé par le magazine Rolling Stone auprès de ses lecteurs en 2013 pour désigner les dix meilleures chansons des Ramones.

## Reprises
Cette chanson fut reprise par Marilyn Manson sur l'album hommage We're a Happy Family. Elle fut également reprise par de nombreux groupes tels que Pearl Jam,Uncommonmenfrommars, Face to Face, Relient K, MxPx, Dead Kennedys, The Ordinary Boys, The Misfits, Die Ärzte, The Ataris, Guttermouth, Clawfinger,Inside Out, The Datsuns.